# Ана Марија Маровић
Ана Марија Маровић (Венеција, 7. фебруар 1815 — Венеција, 3. октобар 1887) била је италијанска хуманитарна радница, сликарка и песникиња пореклом из данашње Црне Горе. Уједно је и прва песникиња из Црне Горе.
Најпознатија је по свом хуманитарном раду и оснивању „Завода за морално спашавање жена и девојака”. Предложена је за беатификацију (проглашавање за светицу), која је у последњој фази верификације.

## Биографија
Ана Марија Маровић рођена је 1815. године у Венецији, у добростојећој породици Јосипа и Марије Маровић (рођене Ивановић), као Ана Марија Луција Агнеза Маровић. Њени родитељи били су пореклом из Доброте, насеља у близини Котора, у Црној Гори. Доброта је почетком 19. века била насеље у којем је живео велики број угледних племићких породица. Поморска традиција Бокеља управо тада доживљава свој врхунац. Чак 26 старих добротских породица истицало се својим богатством, бавећи се поморством и трговином. У њиховом поседу било је 35 бродова, а према званичним документима, службено је у Доброти било пријављено 443 поморца.

### Порекло
Ана Марија је потомак две чувене добротске породице, Маровић и Ивановић. Отац Јосип Маровић био је бродовласник и трговац. Породица Маровић је српска породица из Доброте, и једна од најстаријих и најугледнијих породица у Доброти. Убрајали су се у најмоћније трговце тога времена. У 19. веку ова породица је дала чак 13 капетана дуге пловидбе..  Породица Ивановић је такође веома угледна српска породица из Доброте, која се бавила продоградњом. Петар II Петровић Његош је своју пјесму Србин Србима на части захваљује посветио породици Ивановић, у знак захвалности за гостопримство које су му указали док је путовао кроз Боку Которску. Из самог наслова и из садржаја пјесме може се закључити да су Ивановићи Срби, римокатоличког вјерског опредељења. Ивановићи су такође изродили велики број помораца.

### Детињство
Јосип и Марија Маровић преселили су се из Доброте у Венецију, где су добили ћерку Ана Марију. Иако рођена и одрасла у граду који је важио за центар забаве, културе и неспутаног начина живота, њену пажњу привлачила је беда на улицама Венеције, па је остало забележено да је још као девојчица помагала сиромашне новцем који је зарађивала продајом канаринаца.

### Образовање
Када је имала седам година, родитељи су је поверили свештенику Данијелу Каналу (Daniele Canale), који је требало да је припреми за прву причест. Он је важио за изразито ученог човека који се дуги низ година бавио хуманитарним радом, што ће оставити великог трага на каснији Ана Маријин живот. Свестрани учитеља с једне и имућни родитељи с друге стране омогућили су овој талентованој дјевојчици сво потребно образовање. Осим верске Ана Марија је стекла и широко опште образовање. Материјални и друштвени статус њене породице омогућили су јој да стекне врхунско образовање из различитих природних наука, историје, географије, књижевности и класичних језика. Упоредо с тим, рано се уочо и њен изузетан таленат за музику и сликарство, па је њено образовање обухватало и изучавање лепих уметности, књижевних стилова и изражавања, као и основно музичко образовање. Прве песме написала је већ са 12 година.

### Младост
У шеснаестој години је отркила жељу да буде редовница, али је наишла на противљење родитеља који су за њу планирали другачију будућност, сличну оној коју су имале богаташке ћерке тога времена. Као успешна девојка из угледне куће била је радо виђен гост на забавама, концертима и у позоришту. Родитељи су је водили на забаве, надајући се да ће заборавити на одлазак у самостан уколико је заинтересује неки од многих просаца. Ипак, то се није десило. Остао је договор да неће постати редовница али да ће провести живот неудата, посвећена ономе што ју је највише испуњавало – хуманитарном раду.

### Зрело доба и старост
Цео свој каснији живот Ана Марија Маровић посветила је хуманитарном раду. Била је десна рука патријарха Јакопа Моника (Jacopo Monico). Предводила је и подстицала верски живот, сликала, писала песме, а сав приход давала је у добре сврхе. Њено животно дело је оснивање завода за преобраћање проститутки, односно за „морално спашавање жена и девојака”, који је назвала по свом духовном учитељу „Иститут Канал” („Istituto Canal”).
Године 1864, у 49. години живота, остварила је своју животну жељу да се зареди. Умрла је 1887. у Венецији, где је и сахрањена, на венецијанском гробљу Сан Микеле, на истоименом острву у Венецијанској лагуни, уз све почасти заслужне грађанке. Године 1926. њени посмртни остаци пренети су у двориште Института који је основала, где се и данас може видети бела мермерна плоча на којој је урезан натпис „Anna Maria Marovich”. На њен гроб свакодневно долазе поштоваоци њеног лика и дела. Процес за испитивање њеног живота започео је у венецијанској патријаршијској курији још пре Другог светског рата. Римска Конгрегација за канонизацију светих прогласила је 2007. године Декрет о херојским крепостима службенице Божје Ане Марије Маровић. Очекује се њено скоро проглашење блаженом од стране католичке цркве.

## Хуманитарни рад
Свој хуманитарни рад Ана Марија започела је још као девојчица. Остало је забележено да је помагала сиромашној деци новцем који је зарађивала продајом канаринаца. У то време канаринци су били пожељан декор у богаташким кућама. Канаринце које су јој куповали родитељи и доносили многобројни пријатељи куће породице Маровић она је кришом продавала и од новца који је за њих добијала помагала сиромашне и болесне. У ту сврху користила је и бројна познанства своје породице са угледним венецијанским породицама.
Већ 1838. године основала је добротворну организацију којој је приступио велики број људи. Венецијански патријарх сврстао ју је међу „прве кћери Венеције” одајући јој признање за предан хуманитарни рад. Имала је његову подршку али и углед у свим слојевима друштва.
Десет година касније, током Првог италијанског рата за уједињење и петомесечне опсаде града од стране аустријске војске која је дошла у сукоб са побуњеним градским властима, Ана Марија је обилазила прве борбене линије, како би помагала рањеницима.
Своје животно дело створила је 1864. године основавши, заједно са својим духовним учитељем Данијелом Каналом, „Завод за морално спашавање жена и девојака”. Завод је, у част Каналеа, назвала „Иститут Канал” („l’Instituto Canal ai Servi in Cannaregio”). Добили су простор цркве Света Марија од Серва (Santa Maria dei Servi), саграђене у 14. веку, као и манастир Сервита, мушког монашког реда који су у 13. веку основали племићи, са циљем да шире поштовање Мајке Божије. Упоредо са Заводом основала је и женски монашки ред Завод сестара поправитељица посвећен Пресветим срцима Исуса и Маријие Неокаљане (Suore della Riparazione al Sacratissimo Cuore di Gesù e di Maria Immacolata), чији је задатак био да усмерава и води његов рад. Установа је примала починитељке кривичних дела, проститутке и жене које би се враћале са издржавања затворске казне. Радило се на њиховој рехабилитацији, а да би им се повратило достојанство училе су и образовале се за разна занимања, како би се што лакше вратиле нормалном друштвеном животу. После четири године рада Завода Ана Марија је сазнала за сличну установу, коју је у Милану водио свештеник Карло Салерио (Carlo Salerio) „Каза ди Назарет” („Casa di Nazareth”). Ове две установе спојене су у јединствен Завод. Одлуку о спајању са миланским Заводом Ана Марија је донела сама, упркос Каналовом негодовању, сматрајући да је то у вишем интересу. Одрекла се идеје коју је створила и препустила је миланском свештенику и недуго затим се заредила, започевши свој самостански живот као Ана Марија Маровић.
У свом раду Ана Марија је наилазила на разне потешкоће и неодобравања, нападе штампе и јавне осуде, али Завод који је основала, са пространим вртовима, великим дворанама, светлим радионицама, постоји и данас као Институт Канал-Маровић (Istituto Canal Marovich Ai Servi), при цркви Santa Maria dei Servi. У њему сестре и девојке редовно моле и обилазе гроб Ане Марије Маровић.

## Књижевни рад
| ЧЕЖЊА ЗА КИШОМ МИЛОСТИ (Ана Марија Маровић) |
| У врту, кад је суша и трава се жути, Од шкртог неба кишу кроз љетну пару жели, И нигдје једног цвијета, да око развесели. Свуд лишће повијено, к’о јесен да се слути. И душа тако свака и хлади се и крути Кроз њу се трнци трну к’о смрћу да се срели. О свети прами киша к’о слапље узаврели Што љубав их излива, да живот оћути. У душу се излијте, да живот јој се роди И чило обновљење кроз свету влагу крене, Да поникне јој цвијеће и златни зрију плоди. К’ô врт, што је под сушом, да скоро сав увене, Кад киша га залије, оживи и препороди Све рујно своје цвијеће и листове зелене. (Превод оригиналног текста са италијанског језика) |

Ауторка је више књига. Прве стихове, Стихови о Филотеи (Versi di Filotea) и Морална писма (Lettere Morali) је објавила са двадесет година, под псеудонимом Филотеа. Збирке сонета Стихови штампана је 1843. године. Њена дела одликују се стилском рафинираношћу и елеганцијом, дубином мисли и побожношћу и убрајају се у вредна остварења духовне прозе и песништва млетачке књижевности. Сврстава се у песникиње италијанског Отоћента (Ottocento — италијанска неокласицистичка уметност и уметност 19. века). Њен књижевни рад подржавали су њен учитељ Данијел Канал и Јакопо Монико, кардинал и патријарх Венеције. Сва њена досад проучена књижевна дела написана су на италијанском језику.
Својим књижевним радом није тежила да постигне славу и опште признање, веђ да њени списи, прожети дубоким аскетским мислима и мистиком, утичу на духовни одгој и развој женске омладине. У историји књижевности највише се спомињу и цитирају њена песничка дела, за која је предговор написао кардинал Јакопо Монико. У њима је Ана Марија Маровић, у форми сонета, обрадила духовне садржаје и мисли из Светога писма, одајући своје високе књижевне домете, увек подређене исказивању дубоке, мистичне спознаје Бога и хришћанских начела.

## Ликовно стваралаштво
Ана Марија Маровић убраја се међу представнике академизма средине 19. века, познате под именом назаренска школа. Њена дела историчари уметности оцењују као радове изразитог духовног набоја, настала и осмишљена са сврхом да у гледаоцу побуде побожне мисли и понизност. Иако се њена дела не убрајају у врхунска остварења тог времена, њено свестрано уметничко стваралаштво, посебно сликарско умеће, било је познато широм Европе.

### Најзначајнија дела
- За кардинала Јакопа Моника израдила је слике са приказом Девице Марије и Спаситеља и тим поводом јој је кардинал спевао сонет;
- Године 1842. израдила је слику Свете Терезије од Авиле;
- Године 1844. уљаним је бојама украсила таваницу родитељске куће;
- За породицу Соларо дела Маргерита израдила је 1845. године слику Спаситеља, а у својим писмима Ана Марија помиње и неколико других слика - неколико приказа Госпе, Светог Јосипа, Срца Исусовог и друге;
- Као сликарка највеће признање доживела је када јој је аустријски царски двор 1845. године поверио израду велике олтарне пале са приказом Госпе од Кармела за дворску капелу у Шенбруну.
- Године 1850. за папу Пија IX израдила је слику Блажене Девице Марије, због чега је од папе добила лично признање и похвале;
- Приписује јој се и слика Богородице с Дететом у цркви Santa Maria Assunta у Венецији;
- За њено најбоље сликарско остварење сматра се олтарна пала Жалосна Госпа из 1850. године;[8]
- Једно њено дело се налази у ватиканској колекцији;
- њена Мадона је изложена у цркви Santa Maria del Pianto у Венецији;
- У Богородичиној цркви у Прчању[в] постоји слика у техници свиленог веза, која се такође приписује Ани Марији Маровић.[2]

## Музичко стваралаштво
О музичком стваралаштву Ане Марије Маровић сачувано је релативно мало података. Познато је да су се неке њене композиције изводиле у венецијанским црквама и самостанима, али није познато да ли је сачуван неки нотни запис, односно рад на основу ког би и тај вид њеног уметничког стварања могао бити одговарајуће вреднован.

## Почасти и сећања
Народ ју је прозвао La santa Marovich, а венецијански патријарх, кардинал Ђузепе Сарто (Giuseppe Melchiorre Sarto), касније папа Пије X), наводи да је Ана Марија „благословљена грађанка Млетака и њихов понос”. Биографи истичу како су папе Гргур XVI и Пије IX ценили и често одавали признања њеном самопрегору. Папа Пије IX благословио је „Институт Канал”, одобрио правила конгрегације и више пута га истицао као узор за сличне верске институције. Године 1869. Ана Марија Маровић била је на ходочашћу у Риму и том приликом била је примљена у личну аудијенцију код папе Пија IX.
У периоду између два светска рата покренут је процес њене беатификације (проглашења за светицу). Од 1961. године отворено је читање њених списа у Конгрегацији за проглашење светаца. Поступак се наставља према устаљеном редослиједу католичке цркве, а 2005. године произведена је у Службеницу Божију. Процес је у последњој фази верификације.
Године 2005. снимљен је 35-минутни биографски Филм Ана Марија Маровић, у режији Тање Пиперовић.